# Димитър Александров
Димитър Александров Петров е председател на Изпълнителния комитет на ГНС – Михайловград през периода юли – декември 1953 г., заместник-председател на ИК на ГНС, общински и околийски съветник, председател на ГК на ОФ.

## Биография
Роден е на 20 януари 1908 г. в с. Долна Вереница, Фердинандско, завършва V (днес ІХ) клас. Участва в работническото движение, от 1928 г. е член на Работническата партия, на нелегалната комунистическа партия, секретар на Работническия младежки съюз (1931 г.). Бил е арестуван и изтезаван в полицейските участъци във Враца и София. След отбиване на военната служба работи на гара Мърчево, където продължава комунистическата си дейност. През 1942 г. е арестуван и осъден на доживотен затвор, като излежава 2 години във Врачанския затвор. Взема участие в установяване властта на ОФ на 9 септември 1944 г. в с. Гара Мърчево и за кратко време е кмет на селото. След национализацията на промишлените предприятия през 1947 г. е управител на стопанско предприятие в гр. Михайловград, общински и околийски съветник, председател на ГК на ОФ, заместник-председател на ИК на ГНС и др.

## Политическа дейност
Димитър Александров заема длъжността председател на ИК на ГНС на депутатите на трудещите се в Михайловград през юли 1953 г. след трагична транспортна злополука с предишния председател Никола Алексиев.
През лятото на 1953 г. се осъществява изпълнение на решението на ГНС за самооблагане на населението за изработване на 4 трудодни за благоустрояване и се извършват подготвителни дейности на няколко строителни обекта. В Михайловград се работи на обектите: площада пред гарата – подготовка на площите за настилка с трошен камък, нареждане на калдъръм и подготовка за озеленяване; лятната къпалня – изкоп за големия плавателен басейн, иззидане основите на сграда за съблекалня; градинка пред гастронома на „Нармаг“ – прокарване водопровод за обществена чешма; парк с музей „Септемврийско въстание“ – отчуждаване на имоти, разчистване на терена, събаряне на сгради и подготовка за озеленяване.
На 23 септември 1953 г., по повод на 30-годшнината от Септемврийското въстание – 1923 г. в града е открит музей на Септемврийското въстание, който има задача да осъществява културно-просветна и научноизследователска дейност за въстанието. Музеят се помещава в сградата на Народната банка, където са провеждани заседанията на щаба на въстанието с Георги Димитров, Васил Коларов и Гаврил Генов.
Подготвена е наредба от ИК на ГНС за опазване на чистотата, общото благоустройство, обществения ред и спокойствието на гражданите. 
На заседание на ИК на ГНС на 14 октомври 1953 г. е отчетено завършване на ремонтната работилница на Управление на автомобилния транспорт (УАТ) – Михайловград, определена е сума за преустройството на къщата на Христо Михайлов, предвидено е изграждане на паметник и поставяне на мраморна плоча в двора на музея на Христо Михайлов.
На 11 ноември 1953 г. на заседание на ИК на ГНС Михайловград е отчетено, че не е завършен плавателния басейн, необходимо е да се отбие р. Огоста и да се довърши парка до музея на Септемврийското въстание. На следващото заседание на 28 ноември се обсъжда въпроса за отреждане на места за построяване на болница, физкултурен стадион и изготвяне на планове за стадиона. На 2 декември 1953 г. е последното заседание на ИК на ГНС на депутатите на трудещите се с председател Димитър Александров. На следващото заседание на 6 декември той е заместник-председател, а новоизбраният председател е Мато Матов.